# Battaglia di Newburn
La battaglia di Newburn fu combattuta il 28 agosto 1640 durante la seconda guerra dei Vescovi tra un esercito di Covenanter scozzesi guidato da Alexander Leslie e forze lealiste inglesi comandate da Edward Conway, II visconte di Conway. Conway, fortemente superiore di numero, fu sconfitto, e gli scozzesi andarono ad occupare il porto di Newcastle, provocando il blocco delle forniture di carbone a Londra.
Carlo I non ebbe altra scelta che accettare una tregua, in virtù della quale l'esercito scozzese nel nord Inghilterra avrebbe avuto un rimborso giornaliero delle spese, in attesa di un definitivo trattato di pace. Per aumentare i fondi necessari Carlo I dovette convocare il Lungo Parlamento, così che si mise in moto il processo che avrebbe portato allo scoppio della guerra civile inglese due anni più tardi.

## Cacciata dei vescovi
Nel tentativo di forzare gli scozzesi ad accettare un nuovo libro di preghiere nel 1637, Carlo innescò una crisi che condusse alla compilazione e sottoscrizione di un Patto nazionale (National Covenant) nei primi mesi del 1638, un documento che respingeva tutte le innovazioni nel culto che non erano state sottoposta all'approvazione da parte sia del Parlamento scozzese che dell'Assemblea generale della Chiesa di Scozia. Nel novembre dello stesso anno, l'Assemblea Generale, riunita a Glasgow non solo respinse il libro di preghiere, ma espulse anche dalla Chiesa i vescovi, sospettati di essere agenti della Corona. Il rifiuto da parte di Carlo I di accettare questa decisione portò allo scoppio della prima guerra dei Vescovi, nel 1639.
Questa guerra vide grandi annunci, ma limitate azioni concrete. Alla fine le due parti, riluttanti a spingere la questione, conclusero le ostilità con la Pace di Berwick, un «accordo senza accordo», che è stato, nel migliore dei casi, una pausa di riposo. Gli scozzesi convennero che l'Assemblea di Glasgow era stata "illegale"; Carlo convenne che una nuova assemblea, insieme con il Parlamento, si sarebbe riunita ad Edimburgo per l'estate del 1640. Poiché nessuno dei problemi che avevano portato alla firma del Patto Nazionale era stato risolto, fu evidente a tutti che l'assemblea di Edimburgo avrebbe semplicemente confermato le decisioni prese a Glasgow. Ciò condusse direttamente allo scoppio della Seconda guerra dei Vescovi. Per aumentare i fondi necessari, Carlo I convocò un nuovo Parlamento a Westminster, il primo a riunirsi da undici anni, con la speranza di utilizzare il patriottismo inglese per contrastare i ribelli scozzesi. Ma il Corto Parlamento fu più interessato a sollevare varie rimostranze a lungo represse e fu presto sciolto, lasciando la situazione del re peggiore di prima.

## Preparativi
Compromessi dalla grave carenza di liquidità del re, i preparativi per la guerra non stavano andando bene. A parte le guarnigioni a Berwick-upon-Tweed e Carlisle, le uniche truppe inglesi vicino al confine furono alcune unità di fanteria e cavalleria di Lord Edward Conway a Newcastle, che giunsero lì dalla fine di aprile 1640.
Per gli scozzesi i preparativi stavano andando bene. In contrasto con i problemi di Carlo I in Inghilterra, il reclutamento fu proficuo, poiché ogni parrocchia fornì il contingente di uomini e di armi assegnato. Mentre le reclute venivano addestrate da ufficiali di mestiere, carichi di armi giungevano dai Paesi Bassi. Alexander Leslie, un veterano della Guerra dei trent'anni, era un abile organizzatore. Lord Conway fu sempre consapevole dei punti di forza del vecchio comandante, di cui egli scrisse con qualche amarezza: «... Leslie, poiché non riusciva a vivere bene a casa, ha preso l'abitudine di uccidere gli uomini all'estero, e ora è tornato ad uccidere, per amore di Cristo, gli uomini in patria.»
Mentre il morale tra le truppe scozzesi, raccolte in prossimità Duns nel Berwickshire, era buono, la loro situazione non era molto migliore dell'anno prima. Leslie non poteva permettersi di attendere al confine per vedere che cosa gli inglesi avrebbero fatto, strategia che era stata perseguita durante la Prima guerra dei Vescovi, quando Carlo era stato personalmente presente. Oltre a Conway a Newcastle, il principale esercito reale era più lontano, a Selby nel Yorkshire e il re, non mostrando alcuna fretta, non aveva ancora lasciato Londra. Il passar del tempo e la fame avrebbero riportato a casa la maggior parte dell'esercito dei Covenanter se non fosse stato fatto nulla.
Piuttosto che rischiare la disintegrazione dell'esercito, si decise di lanciare un attacco preventivo contro l'Inghilterra settentrionale, con l'obiettivo di prendere Newcastle, da dove il carbone del Northumberland e di Durham era spedito a Londra, costituendo la principale fonte di approvvigionamento di combustibili per la capitale. Molti fattori consigliavano questa scelta. Le difficoltà di Carlo I con il Corto Parlamento avevano dimostrato quanto era divisa l'Inghilterra. Il principale esercito inglese era troppo lontano verso sud per intercettare un itinerario attraverso il nord-est. Le forze di Conway non sarebbero state sufficienti sia per la guarnigione di Newcastle che per il campo. Cosa più importante di tutte, ora non vi era alcun pericolo di dover affrontare il re in battaglia.

## Difficoltà di Conway
A Newcastle, Conway stava diventando sempre più ansioso. Dal 10 agosto fu segnalato che l'invasione era imminente, ed egli temeva di perdere Newcastle. A Selby, Sir Jacob Astley, un esperto militare, aveva ora circa 12 800 uomini, circa la metà del numero di soldati con il quale gli scozzesi si stavano preparando a varcare il Tweed. Inoltre tra di essi, 3000 erano ancora senza armi, e molti erano sul punto di ammutinarsi a causa della mancata paga. Pochi, inoltre, volevano veramente uno scontro. Astley aveva scritto a Conway il 11 agosto:
«Sono convinto che se Annibale fosse alle nostre porte alcuni le aprirebbero piuttosto che adoperarsi per tenerlo fuori ... credo che gli scozzesi abbiano miglior modo di entrare nel Northumberland senza resistenza che noi di inviare un esercito incontro a loro.»
Conway sollecitò disperatamente gli abitanti di Newcastle a migliorare le inadeguate difese, ma era ormai troppo tardi. Il comando complessivo delle forze del re fu ora assunto da Thomas Wentworth, conte di Strafford, che si rifiutava di credere ai preoccupati rapporti di Conway. Anche quando ricevette la conferma che gli scozzesi erano oltre il confine non era preoccupato. Sicuramente, dichiarava, nessun leale suddito inglese avrebbe tollerato la presenza di un antico nemico sul suolo inglese. In questo, come in tanti altri aspetti, si sbagliava.

## L'avanzata di Leslie
Il 17 agosto l'avanguardia dell'esercito scozzese forzò il Tweed, seguita, tre giorni dopo, da Leslie con il grosso delle truppe. In tutto circa 20 000 fanti e 4 000 cavalieri compirono il passaggio, il più grande esercito scozzese  dal 1513. Leslie, riporta una fonte inglese a lui ostile, avrebbe pronunciato queste parole: «Siamo ora con Cesare passato il Rubicone e questa notte si dormirà sul suolo inglese. Questa è la terra promessa che potete vedere ma è ancora lontana. Seguitemi e io sarò il vostro Giosuè».
Sia prima che dopo l'invasione dell'Inghilterra gli scozzesi avevano condotto un'implacabile propaganda offensiva, volta a conquistare l'opinione pubblica inglese, e fermare di Carlo I e Wentworth rinvigorendo antichi odi. Uno dei più efficaci opuscoli fu pubblicato subito dopo il passaggio della frontiera. Era intitolato Sei Considerazioni della legittimità della nostra spedizione in Inghilterra; le sue dichiarazioni di fedeltà al re erano venati da tocchi di umorismo, forse involontario. Gli scozzesi sarebbero semplicemente venuti a vedere Carlo e a metterlo in guardia contro la fazione dei papisti e dei prelati di Canterbury, che lo stavano deliberatamente ingannando. L'Inghilterra era sulla loro strada, e gli inglesi erano probabilmente inconsapevoli del fatto che era antica usanza del scozzese presentarsi adeguatamente armati quando si visita il sovrano.
Newcastle era meglio difesa a nord che a sud del Tyne, così scrisse Wentworth a Conway ordinandogli di impedire a tutti i costi il passaggio del fiume. Il guado più vicino a monte della città era al villaggio di Newburn, quattro miglia ad ovest. Se gli scozzesi avessero passato il Tyne, Newcastle non sarebbe stata più difendibile, ma piuttosto che concentrare tutte le sue forze a Newburn, Conway le divise, lasciando una buona parte del suo esercito in città, mentre piazzò i restanti 3 000 fanti e 1 500 cavalieri presso il guado.
Newburn non era una buona posizione da difendere. Larghe praterie sulla sponda meridionale del Tyne, dominati da pendii boscosi a nord. Per migliorare la sua posizione, Conway ordinò la costruzione di due bastioni di terra vicino al guado, e pose 400 uomini e alcuni cannoni in ciascuno, con la cavalleria schierata poco distante ad est.
Leslie giunse tardi la sera del 27 agosto, occupando Heddon Law, l'altura sopra il villaggio di Newburn. Al suo occhio esperto i vantaggi furono subito evidenti. Con il favore delle tenebre trasferì la sua artiglieria in una posizione dominante, in una zona boscosa delle alture settentrionali. La stessa Newburn fu occupata, e alcuni dei cannoni più leggeri furono piazzati nel campanile della chiesa, per abbattere i bastioni di terra di fronte.
All'alba del 28 agosto, il fiume era troppo turbinoso perché gli scozzesi potessero tentare di attraversarlo. Per un po' di tempo non accadde nulla, entrambe le parti semplicemente si tenevano d'occhio. Poi, nel primo pomeriggio, un ufficiale scozzese uscì da una delle case del villaggio per abbeverare il suo cavallo nella Tyne. La provocazione era troppo per un cecchino inglese appostato, che aprì immediatamente il fuoco, ferendo l'ufficiale. I moschettieri scozzesi, schierati dentro intorno a Newburn, risposero al fuoco, seguiti subito dopo dall'artiglieria. Anche gli artiglieri di Conway spararono. La battaglia di Newburn era così avviata.

## L'attraversamento del Tyne
Lo scambio di cannonate continuò per un po' di tempo prima che il Tyne fosse guadabile. Considerando che Leslie aveva da quaranta a ottanta cannoni di vari calibri contro gli otto di Conway, difficilmente si può parlare di uno scontro equo. Inoltre, gli inglesi potevano fare ben poco contro le postazioni di artiglieria scozzesi, sia perché facevano fuoco da una posizione più bassa sia perché erano state in gran parte nascoste alla loro vista. Una volta che il livello dell'acqua diminuì, Leslie ordinò un'avanzata parziale a 300 cavalieri, ma essi furono respinti da un muro di fuoco dai bastioni in terra del nemico. Leslie poi ordinò un bombardamento concentrato sulle postazioni inglese. I cannoni sul campanile della chiesa furono particolarmente efficaci. Ben presto quello più vicino alla Tyne iniziò un tiro diretto, che uccise numerosi ufficiali e soldati. Il colonnello Thomas Lansford riuscì a mantenere sul posto con la più grande difficoltà i suoi soldati impauriti, ma fu costretto dal fuoco concentrato a ritirarsi dalle posizioni avanzate. Temendo di essere sul punto di venir sopraffatti dalla cavalleria scozzese, molti dei soldati fuggirono via in preda al panico a est, verso Stella Haugh, dove Conway aveva piazzato la sua cavalleria.
Il fuoco di artiglieria scozzese era ora concentrato sugli uomini nel solo terrapieno restante. Quando un altro colpo cadde in mezzo a loro, Lansford non fu in grado di fare di più nulla. Moschettieri e artiglieri fuggirono, abbandonando terrorizzati le loro armi. I reggimenti di cavalleria di Leslie ora cominciarono ad attraversare in forza. Vedendo questo la cavalleria inglese, che era fino ad allora rimasta fuori della portata delle armi da fuoco nemico, provò a contrastare gli attacchi. Anticipando tale iniziativa Leslie spostò un certo numero di cannoni leggeri più vicino al fiume. I cannonieri poi tirarono sulla cavalleria reale dispiegata sui prati a sud. A dispetto di ciò, una parte della cavalleria sotto il comando del Commissario generale Wilmot attaccò, costringendo gli scozzesi a ritirarsi per la seconda volta, ma senza il sostegno dei loro compagni fu costretta a ritirarsi dalla superiorità numerica del nemico.
Leslie poi ordinò un attacco generale, con l'attraversamento di fanteria a sostegno delle unità di cavalleria di avanguardia. Muovendo da un terreno più elevato, gli scozzesi intercettarono il reggimento disorganizzato di Wilmot, che si disperse con grance confusione, diffondendo rapidamente il panico alle truppe sotto il comando diretto di Conway. Ormai tutto l'esercito inglese, sia a piedi che a cavallo, era in piena ritirata. Con il suo esercito ora tutto al di là del Tyne, e non desiderando distruggere il prestigio inglese, Leslie comandò una battuta d'arresto: non ci sarebbe stato un inseguimento omicida del nemico in rotta. Due giorni più tardi entrò a Newcastle, ormai abbandonata dai suoi difensori, prendendo possesso del più importante porto inglese dopo Londra e Bristol. La seconda guerra dei Vescovi era terminata.

## Illusioni di vittoria
In termini militari la battaglia di Newburn è stata una vicenda minore, poco più di una grande scaramuccia. Solo dodici scozzesi e sessanta inglesi furono ucciso. Politicamente, però, ebbe un impatto di gran lunga maggiore della sua importanza tattica. Portando la guerra in Inghilterra, mettendo in fuga un esercito inglese e bloccando le forniture di carbone per Londra, gli scozzesi si erano praticamente assicurati la convocazione di un nuovo Parlamento, con profonde conseguenze per la storia dei due regni.
Newburn aumentò notevolmente il prestigio militare scozzese; forse ciò fu un fatale errore. Conway fu superato in numero e armamento. Con tali vantaggi a loro favore, sarebbe stata una catastrofe se gli scozzesi avessero perso; un miracolo se gli inglesi avessero vinto. Ma è importante rendersi conto che la grande mossa fu conquistare Newcastle. L'esercito scozzese era seriamente a corto di denaro e di forniture. Esso, inoltre, non aveva mezzi d'assedio. L'esercito principale di Carlo I, che si era trasferito da Selby a York, era in forma molto migliore e molto ben fornito, come in effetti erano stati i soldati a Newcastle, i cui magazzini abbandonati aiutarono a salvare gli scozzesi dalla fame. Se Newcastle fosse stata sufficientemente fortificata - come fu quando gli scozzesi percorsero nuovamente questa strada - l'esercito di Leslie, affamato, avrebbe potuto essere catturato tra i reparti della città e le truppe del re a capo di una forza di soccorso. Ma queste considerazioni furono tralasciate nell'imminenza della vittoria, subito seguita dal crollo dello sforzo bellico della Corona.